# Pierre David de Colbert-Chabanais
Pour les articles homonymes, voir Colbert, Pierre David et David.
Pour les autres membres de la famille, voir Famille Colbert.
Pierre David de Colbert-Chabanais, dit Édouard de Colbert-Chabanais, baron de Colbert et de l'Empire, dit le « comte de Colbert-Chabanais », né le 18 octobre 1774 à Paris et mort le 28 décembre 1853 dans la même ville, est un général de division français du Premier Empire.
Tout comme ses frères cadets Louis et Auguste, il sert comme général de cavalerie dans l'armée de Napoléon Ier.

## Biographie

### Guerres révolutionnaires
Issu de la famille Colbert, anoblie au XVIIe siècle, il est le fils du comte de Colbert-Chabanais, lieutenant-général des armées du roi, et le petit-fils de Pierre Félix Barthélemy David. Il entre dans l'armée comme volontaire national à la section Guillaume-Tell le 23 août 1793. Il fait la campagne de cette année à l'armée du Rhin. Il passe de ce corps dans le 11e régiment de hussards, est devient maréchal-des-logis en septembre et sous-lieutenant en octobre 1793.
Après trois ans de services dans l'armée du Rhin et en Vendée, il est suspendu de ses fonctions par le général Hoche en 1796. Il quitte le 7e régiment de hussards et l'uniforme pour devenir commissaire des guerres à l'armée d'Orient. Sa tâche est en fait de veiller aux approvisionnements de l'armée du général Bonaparte en Égypte. Napoléon le prend sous son aile. Il reprend du service, est blessé et nommé capitaine au 3e dragons, puis enfin aide de camp du général Damas. Il passe ensuite comme adjudant-major chez les mamelouks, puis devient l'aide de camp du général Junot en 1803, qu'il suit à l'armée des côtes.

### Guerres napoléoniennes

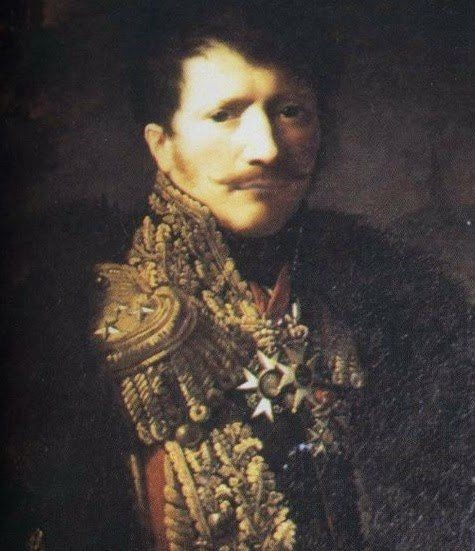
Le baron de Colbert-Chabanais.

Colbert quitte Junot en 1805, et suit le maréchal Berthier avec les mêmes fonctions. Il assiste à la bataille d'Austerlitz où il est blessé et fait chef d'escadron. Il combat à la bataille d'Iéna et à la bataille de Pułtusk, et en 1807, il est fait colonel du 7e hussards d'où il avait été chassé en 1796. De plus, son unité fait partie de la brigade Lasalle, surnommée la « brigade infernale » à cause de sa fougue. Il est fait chevalier de la Légion d'honneur en 1808 par Napoléon. Créé baron de Chabanais et de l'Empire en 1809, Colbert est promu général de brigade le 9 mars 1809. Placé sous les ordres de Oudinot, il se distingue à la bataille de Raab où il charge et culbute les hussards de Ott et taille en pièces plusieurs escadrons de l'insurrection hongroise, avant de secourir le 9e hussards que les Autrichiens étaient sur le point d'accabler. À Wagram, le général Colbert reçoit trois coups de feu à la tête et est nommé commandant de la Légion d'honneur.
Attaché à la Garde impériale en 1811, il forme le 2e lanciers et conduit la brigade entière en Russie, sous les ordres du duc d'Istrie, participant à de nombreux affrontements. En juin 1812, lorsque son Prince entre en Russie, le général Colbert se trouve à la tête du 2e chevau-légers lanciers de la Garde impériale. Lorsque la Grande Armée se replie, il couvre la retraite avec ses lanciers rouges, surnommé les « écrevisses ». Il est nommé général de division le 25 novembre 1813, au cours de la campagne d’Allemagne. À Bautzen, il rompt, culbute et taille en pièces les Russes.

### 1814-1815
Le général Colbert charge à Montmirail, à Champaubert et à Nangis. Il se rallie aux Bourbons, est créé chevalier de Saint-Louis et reçoit le commandement du corps des lanciers de la Garde royale. Au retour de Napoléon, le général Colbert demeure indécis jusqu'au 23 mars. Lorsqu'il reparaît aux Tuileries, l'Empereur lui dit d'un ton glacial : « Général Colbert, il y a trois jours que je vous attends. ». Toutefois, Napoléon lui conserve le commandement des lanciers rouges. Il combat à leur tête le 18 juin 1815 à la bataille de Waterloo où il est blessé à la tête des 1er et 2e escadrons des lanciers de la Garde formant avec les chasseurs à cheval du général Lallemand la cavalerie légère de la Garde impériale commandée à cette occasion par le général Lefebvre-Desnouettes.
Après le licenciement de l'armée de la Loire, les Bourbons gardent rancune à Colbert, qui rentre dans ses foyers. En 1816, il est arrêté sans motif connu et détenu à la Prison de l'Abbaye pendant deux mois. Libre, il doit s'exiler. L'année suivante, il est rappelé en France.

### Restauration et Monarchie de Juillet
Après dix ans de non-activité, sa carrière militaire reprend en 1826, lorsqu'il est employé comme inspecteur général de la cavalerie et commandant d'une division au camp de Lunéville. C'est lui qui est chargé, après la Révolution de Juillet 1830, du licenciement des huit régiments de cavalerie de l'ex-Garde royale. En 1834, le général Colbert devient aide-de-camp du duc de Nemours, accompagne ce prince en Afrique et fait partie de la première expédition de Constantine en 1836. Pair de France en 1838, grand-croix de la Légion d'honneur depuis 1839, il est blessé auprès du roi en 1835, par la machine de Fieschi. Il meurt en 1853.

## État de service
- 1793 : Volontaire.
- Sous-lieutenant le 28 septembre 1795 ;
- Capitaine à titre provisoire le 1er décembre 1799 ;
- Capitaine adjudant-major le 5 avril 1802 ;
- Chef d'escadron le 1er mars 1806 ;
- Colonel le 30 décembre 1806 ;
- Colonel du 7e régiment de hussards, 1807-1809 ;
- Général de brigade le 9 mars 1809 ;
- Commandant de la brigade de cavalerie légère du 2e corps de l'armée d'Allemagne du 9 mars 1809 au 21 juillet 1809 ;
- Commandant de la 7e brigade de cavalerie légère du 2e corps de l'armée d'Allemagne du 21 juillet 1809 à 1810 ;
- Affecté au corps d'observation de Hollande de 1810 au 19 juillet 1810 ;
- Mis en disponibilité du 19 juillet 1810 au 5 août 1810 ;
- Commandant de la cavalerie du corps d'observation de Hollande du 5 août 1810 au 25 décembre 1810 ;
- Commandant d'une brigade de cavalerie légère de l'armée d'Allemagne du 25 décembre 1810 au 6 mars 1811 ;
- Colonel et commandant du 2e régiment de chevau-légers de la Garde impériale du 6 mars 1811 au 24 août 1814 ;
- Général de division le 25 novembre 1813 ;
- Colonel du corps royal des chevau-légers lanciers de France du 24 août 1814 au 1er avril 1815 ;
- Colonel du 2e régiment de chevau-légers de la Garde impériale du 1er avril 1815 au 1er août 1815 ;
- Mis en prison 1815-1815 ;
- Mis en non-activité le 22 décembre 1815 ;
- Mis en disponibilité du 30 décembre 1818 au 17 avril 1826 ;
- Inspecteur général de cavalerie du 17 mai 1826 au 7 mai 1828 ;
- Inspecteur général de cavalerie dans la 1re division militaire du 7 mai 1828 au 17 mars 1831 ;
- Inspecteur général de cavalerie dans les 4e et 13e divisions militaires du 7 mai 1828 au 8 août 1830 ;
- Inspecteur général de cavalerie dans la 2e division militaire du 17 mars 1831 au 1er juillet 1831 ;
- Mis en disponibilité du 1er juillet 1831 au 5 juillet 1832 ;
- Inspecteur général de cavalerie dans les 9e, 10e, 11e, 15e et 20e divisions militaires du 5 juillet 1832 au 25 mai 1833 ;
- Pair de France du 11 octobre 1832 à février 1848 ;
- Inspecteur général de Cavalerie dans les 1re, 2e et 16e divisions militaires du 25 mai 1833 au 12 juin 1834 ;
- Aide de camp du duc de Nemours du 12 juin 1834 au 31 janvier 1840 ;
- Placé dans la section de réserve le 31 janvier 1840 ;
- Admis en retraite du 30 mai 1848 au 12 avril 1848 ;
- Replacé dans la section de réserve le 1er janvier 1853 ;

## Titres
- Baron Colbert et de l'Empire (titre accordé par décret du 19 mars 1808 et lettres patentes du 28 mai 1809, signées à Ebersdorf) ;
- Appelé « comte » de Colbert-Chabanais à titre de courtoisie ;
- Pair de France le 11 octobre 1832.

## Distinctions
- Légion d'honneur[3] :
  - Légionnaire le 14 mars 1806, puis,
  - Officier de la Légion d'honneur le 14 mai 1807, puis,
  - Commandant de la Légion d'honneur le 17 juillet 1809, puis,
  - Grand officier de la Légion d'honneur le 29 octobre 1828, puis,
  - Grand-croix de la Légion d'honneur le 30 mai 1837.
- Chevalier de Saint-Louis le 24 août 1814.
- Commandeur de l'ordre militaire de Maximilien-Joseph de Bavière en 1810[4].

## Hommages
- Son nom est gravé sous l'arc de triomphe de l'Étoile (pilier Ouest, 40e colonne). Le nom de Colbert est donc gravé deux fois, puisque Auguste, son frère cadet, mort au combat, est commémoré sur la 38e colonne.

## Armoiries
| Figure | Blasonnement |
|        | Armes du baron de Colbert et de l'Empire D'or à la couleuvre d'azur en pal vinrée [vivrée] surmontée d'une lambel à trois lambeaux du même franc-quartier des barons tirés de l'armée., - Livrées : les couleurs de l'écu. |
|        | Armes du « comte » de Colbert-Chabanais pair de France D'or, à une couleuvre ondoyante en pal d'azur. |

## Vie familiale
Pierre-David de Colbert était un fils puîné (3e) de Louis Henri François (° 27 février 1737 - Paris † 8 février 1792 - Paris), titré comte de Colbert-Chabanais, colonel d'infanterie puis maréchal des camps et armées du Roi puis lieutenant général du Roi, chevalier de Saint-Louis, et de Jeanne (vers 1756-1812), fille de Pierre Félix Barthélemy David (1710-1795), seigneur du Grez, gouverneur du Sénégal (1738-1746), gouverneur général des Mascareignes (1747-1750).
Il n'a pas de postérité de son mariage le 23 mars 1831 avec Clémentine Perrotin (1797-1874).